# Танда
Танда је насељено место града Бора у Борском округу. Према попису из 2022. било је 263 становника (према попису из 2011. било је 319 становника).
Танда је удаљена око 35 километара од Бора, и то је најудаљеније село од свих околних борских села у Борској општини.

## Географија
Танда је село смештено је у клисури реке Црнајке коју мештани зову још и Ваља Маре (Велика река). Кроз клисуру поред реке пролази асфалтни пут Бор – Милошева кула – Мајданпек. Атар села се простире на око 40 км квадратних и окружен је планинама Дели Јован, Стол, Визак и Горњанском висоравни.
Центар села је на надморској висини од око 340 мнв и налази се на месту где се у реку Црнајку улива Чулин поток. У изворима се помиње да је центар села на ушћу Огашу Kраставец (име потока) али то је зато што овај поток дели два засеока Краку Чулин и Краку краставец, а на топографским мапама је овај поток уцртан као Чулин поток или Чулински поток.
Село је разбијеног типа, а рељеф Танде је брдско планински и вулканског је порекла, кога карактеришу планински огранци испресецани водотоцима. Село се дели на 14 реона, заселака (влашки:„крак“): Краку Чулин, Краку краставец, Краку ограда (некада заједничка ограђена испаша, где се држала стока без пастира), Краку Маргитоњи, Краку Урсулуј (место с много медведа), Краку Њамци, Краку друмулуј (Кириџијски поток) , Краку Сими (по Сими хајдуку), Краку Стојан (по Стојану хајдуку) и Крчаг (житељи овог засеока израђивали су земљане лонце), који се налазе на левој страни реке Црнајке. На падинама Дели Јована су: Барни Деу, Краку Велојска, Краку окњи (ископавала се руда и постоје окна) и Габар маре (Велики Габар по потоку који се слива са Дели Јована).

## Историја
Танда се први пут у историјским списима помиње 1784.године. Раније су могли да се нађу остаци рударења као и старих насеља на Габри и Визаку. Предања кажу да је на врху Визака некада постојало село у коме су живели људи под именом „Књеж“. Они су претече данашњих становника Танде. У том делу протиче и поток Танда. По причама старих, село Танда се више пута селило. Прво је било на месту поред потока Танда, затим на месту Загориште, а данашњи назив је задржало након пресељења на месту где се данас налази центар села. Кажу да Срби-кириџије пошто нису могли да разумеју говор становништва (влашки), говорили су да они причају „тандара-мандара“ језиком, и одатле име села Танда.
Танда је према Турским пописима 1844-1846. године имала 66 кућа и 426 становника, 1864. године 498 становника, 1874. године 112 кућа 568 становника, 1884. године 117 кућа 651 становника, 1895. године 129 кућа 699 становника, 1910. године 161 кућа, 725 становника, 1921. године 144 куће и 559 становника, 1931. године 162 куће и 634 становника.
На месту где се сада налази мало језеро које зову Мајдан језеро, уз Чулин поток, у време краља Александра се налазио мајдан украсног камена из кога се ископавао редак камен црвенкасто-беле, боје. У мајдану су радили мештани села Танда, мештани околних села и војници из тог доба. Камен је транспортован до Доњег Милановца а одатле бродом уз Дунав до Београда. Овај ретки камена је уграђен у Скупштину Србије. Мајдан је престао са радом када је убијен краљ Александар и поново је отворен после Другог светског рата али је радио само три године.

## Демографија
Према попису из 2022. у Танди живи 263 становника што је за 56 мање (-17,55%) у односу на попис из 2011. када је било 319 становника. У насељу има 227 пунолетних становника, а просечна старост становништва износи 48,92 година (48,44 код мушкараца и 49,44 код жена).
Према подацима пописа из 2022. у насељу има 96 домаћинства, а просечан број чланова по домаћинству је 2,74, а према попису из 2002. у насељу има 121 домаћинство, а просечан број чланова по домаћинству је 2,89.
Становништво у овом насељу веома је нехомогено, а у последња три пописа, примећен је пад у броју становника.
|             | \| Демографија[4] \| Демографија[4] \| Демографија[4] \| \| Година \| Становника \| Становника \| \| -------------- \| -------------- \| -------------- \| \| 1948. \| 700 \| \| \| 1953. \| 693 \| \| \| 1961. \| 717 \| \| \| 1971. \| 599 \| \| \| 1981. \| 567 \| \| \| 1991. \| 442 \| 440 \| \| 2002. \| 350 \| 350 \| \| 2011. \| 319 \| \| \| 2022. \| 263 \| \| |            |
| Демографија | |            |
| Година      | Становника | Становника |
| 1948.       | 700 |            |
| 1953.       | 693 |            |
| 1961.       | 717 |            |
| 1971.       | 599 |            |
| 1981.       | 567 |            |
| 1991.       | 442 | 440        |
| 2002.       | 350 | 350        |
| 2011.       | 319 |            |
| 2022.       | 263 |            |

| Етнички састав према попису из 2002.‍ | Етнички састав према попису из 2002.‍ | Етнички састав према попису из 2002.‍ | Етнички састав према попису из 2002.‍ | Етнички састав према попису из 2002.‍ |
| ------------------------------------ | ------------------------------------ | ------------------------------------ | ------------------------------------ | ------------------------------------ |
|                                      |                                      |                                      |                                      |                                      |
| Власи                                | Власи                                |                                      | 185                                  | 52,85%                               |
| Срби                                 | Срби                                 |                                      | 158                                  | 45,15%                               |
| непознато                            | непознато                            |                                      | 7                                    | 2,0%                                 |

| Година пописа     | 1948. | 1953. | 1961. | 1971. | 1981. | 1991. | 2002. |
| ----------------- | ----- | ----- | ----- | ----- | ----- | ----- | ----- |
| Број домаћинстава | 158   | 156   | 162   | 168   | 158   | 138   | 121   |

| Број чланова      | 1  | 2  | 3  | 4  | 5 | 6 | 7 | 8 | 9 | 10 и више | Просек |
| ----------------- | -- | -- | -- | -- | - | - | - | - | - | --------- | ------ |
| Број домаћинстава | 29 | 37 | 19 | 13 | 9 | 8 | 3 | 3 | 0 | 0         | 2,89   |

| Пол    | Укупно | Неожењен/Неудата | Ожењен/Удата | Удовац/Удовица | Разведен/Разведена | Непознато |
| ------ | ------ | ---------------- | ------------ | -------------- | ------------------ | --------- |
| Мушки  | 144    | 29               | 94           | 14             | 7                  | 0         |
| Женски | 158    | 11               | 98           | 41             | 8                  | 0         |
| УКУПНО | 302    | 40               | 192          | 55             | 15                 | 0         |

| Пол    | Укупно                    | Пољопривреда, лов и шумарство | Рибарство                            | Вађење руде и камена | Прерађивачка индустрија       |
| ------ | ------------------------- | ----------------------------- | ------------------------------------ | -------------------- | ----------------------------- |
| Мушки  | 92                        | 52                            | 0                                    | 12                   | 8                             |
| Женски | 75                        | 72                            | 0                                    | 0                    | 0                             |
| УКУПНО | 167                       | 124                           | 0                                    | 12                   | 8                             |
| Пол    | Производња и снабдевање   | Грађевинарство                | Трговина                             | Хотели и ресторани   | Саобраћај, складиштење и везе |
| Мушки  | 1                         | 2                             | 4                                    | 1                    | 4                             |
| Женски | 0                         | 0                             | 1                                    | 0                    | 0                             |
| УКУПНО | 1                         | 2                             | 5                                    | 1                    | 4                             |
| Пол    | Финансијско посредовање   | Некретнине                    | Државна управа и одбрана             | Образовање           | Здравствени и социјални рад   |
| Мушки  | 0                         | 3                             | 1                                    | 1                    | 2                             |
| Женски | 0                         | 0                             | 0                                    | 1                    | 1                             |
| УКУПНО | 0                         | 3                             | 1                                    | 2                    | 3                             |
| Пол    | Остале услужне активности | Приватна домаћинства          | Екстериторијалне организације и тела | Непознато            | Непознато                     |
| Мушки  | 0                         | 0                             | 0                                    | 1                    | 1                             |
| Женски | 0                         | 0                             | 0                                    | 0                    | 0                             |
| УКУПНО | 0                         | 0                             | 0                                    | 1                    | 1                             |

## Танда данас
Мештани села се углавном баве сточарством, земљорадњом а највише сечом шума за огрев, пошто је атар села богат шумом. Огревно дрво из Танде највише купују мештани Војводине. Обележје места Танде су ћумуране, наводи се да их у селу има око 40. Направљене су од блата и цигле и служе за производњу ћумура. Да би угаљ био квалитетан, користи се буква, цер и храст. Мештани који се баве производњом ћумура, своје тржиште највише имају у Београду, Пожаревцу и Новом Саду, најмање у Бору и околини.
У зимском периоду се организују „седељке“ по кућама, да се брже прекрате дуги зимски дани.
Мештани овог села славе Св петку и Св Николу, становништво је српско и влашко.
У центру села је Дом културе, Месна канцеларија, мала продавница и четворогодишња основна школа која је подручно одељење ОШ "Свети Сава“.

## Галерија
- Танда
- Танда
- Танда - мост у центру села
- Танда - Дом културе
- Танда - пут према Горњану